# Manea Mănescu
Manea Mănescu (n. 9 august 1916, Brăila – d. 27 februarie 2009) a fost un politician comunist român. Manea Mănescu a fost deputat în Marea Adunare Națională în sesiunile din perioada 1961 - 1989.

## Biografie
A fost Ministrul de finanțe al României (1955-1957), membru al CC al PCR (1960-1979, 1982-1989) și al Comitetului Politic Executiv (1969-1979, 1984-1989). Între 1967 și 1972 era președinte al Consiliului Economic, iar ulterior va deveni viceprim-ministru (din 1972) și cel de-al 50-lea prim-ministru (1974-1979).:p. 487
În august 1944 a devenit membru al PCR. A fost șef al Secției Știință și Cultură al PCR. Manea Mănescu a fost ales ca membru titular a Academiei Române. 
În 22 decembrie 1989, alături de Emil Bobu, i-a însoțit pe soții Ceaușescu în elicopterul cu care au zburat din clădirea Comitetului Central PCR în care pătrunseseră revoluționarii. Deși inițial a fost condamnat la detenție pe viață pentru că, în calitate de membru al Comitetului Politic Executiv al CC al PCR, a aprobat reprimarea revoluției, ulterior pedeapsa s-a redus la 10 ani de detenție. Conform unui articol din statutul Academiei Române care prevede că sunt excluși toți acei membri care au suferit condamnări penale, a fost exclus din Academia Română.

## Lucrări publicate
- Statistica calității producției industriale (EDP, 1965) - în colaborare cu Ludovic Tovissi, N. Rancu și I. Marcus
- Mașini de calcul pentru mecanizarea și automatizarea lucrărilor economice și administrative (Ed. Tehnică, 1966) - în colaborare cu Vasile Biță, Grigore Grama și Valeriu Pescaru
- Statistică agricolă și silvică (EDP, 1968) - în colaborare cu E. Barat, Mircea Bulgaru și P. Onica
- Metode matematice moderne aplicate în organizarea și planificarea lucrărilor de construcții și montaj (Ed. Academiei RSR, 1969) - în colaborare cu Anatol Macriș și Vincențiu Dumitru
- Cibernetică economică (Ed. Academiei RSR, 1979)
- Avuția națională (1984)
- Cibernetica și revoluția tehnico-științifică (1988) - în colaborare cu Mihail Florescu și Eugeniu Niculescu-Mizil

## Distincții
- Ordinul Muncii clasa I (22 august 1952) „pentru merite deosebite în munca de Partid și de Stat în legătură cu întărirea economică și financiară a țării”[4]
- Medalia „A cincea aniversare a Republicii Populare Române” (24 decembrie 1952) „pentru lupta și munca duse în vederea făuririi, consolidării și prosperării Republicii Populare Române”[5]
- Ordinul „Steaua Republicii Populare Romîne” clasa a III-a (21 august 1954) „pentru merite deosebite pe tărîmul construcției de stat, economice, sociale și culturale, cu ocazia celei de a zecea aniversări a eliberării patriei noastre”[6]
- Ordinul „23 August” clasa a III-a (12 august 1959) „pentru merite deosebite în opera de construire a socialismului”[7]
- Medalia „40 de ani de la înființarea Partidului Comunist din Romînia” (6 mai 1961) „pentru merite în activitatea de partid și întărirea regimului democrat-popular”[8]
- Ordinul „Steaua Republicii Populare Romîne” clasa a II-a (18 august 1964) „pentru merite deosebite în opera de construire a socialismului, cu prilejul celei de a XX-a aniversări a eliberării patriei”[9]
- Ordinul „Tudor Vladimirescu” clasa I (30 aprilie 1966) „cu prilejul celei de-a 45-a aniversări de la înființarea Partidului Comunist din România, pentru îndelungată activitate în mișcarea muncitorească și merite deosebite în opera de construire a socialismului”[10]
- Ordinul „Steaua Republicii Socialiste România” clasa I (15 august 1966) „pentru merite deosebite în opera de construire a socialismului, cu prilejul împlinirii vîrstei de 50 ani”[11]
- Ordinul „Meritul Științific” clasa I (26 septembrie 1966) „pentru merite deosebite în activitatea științifică, cu prilejul Centenarului Academiei Republicii Socialiste România”[12]
- Medalia „A XXV-a Aniversare a Eliberării Patriei” (4 august 1969) „pentru merite deosebite în lupta împotriva fascismului, în eliberarea țării, în războiul antihitlerist, în instaurarea puterii democrat-populare și construirea socialismului în Republica Socialistă România, cu prilejul celei de-a XXV-a aniversări a eliberării patriei”[13]
- titlul de Erou al Muncii Socialiste și medalia de aur „Secera și ciocanul” (4 mai 1971) „cu prilejul aniversării a 50 de ani de la constituirea Partidului Comunist Român, [...] pentru activitate îndelungată în mișcarea muncitorească și merite deosebite în opera de construire a socialismului în patria noastră”[14]
- Medalia „25 de ani de la proclamarea Republicii” (26 decembrie 1972) „pentru merite deosebite în opera de construire a socialismului, cu prilejul aniversării a 25 de ani de la proclamarea Republicii”[15]
- Ordinul „Victoria Socialismului” (19 august 1974) „pentru contribuția deosebită adusă la înfăptuirea politicii Partidului Comunist Român de făurire a societății socialiste multilateral dezvoltate în patria noastră”[16][17]
- Ordinul „Apărarea Patriei” clasa I (7 mai 1981) „pentru rezultatele obținute în îndeplinirea cincinalului 1976–1980, pentru contribuția deosebită adusă la înfăptuirea politicii Partidului Comunist Român de făurire a societății socialiste multilateral dezvoltate în patria noastră, cu prilejul aniversării a 60 de ani de la făurirea Partidului Comunist Român”[18]
- Medalia comemorativă „A 40-a aniversare a revoluției de eliberare socială și națională, antifascistă și antiimperialistă” (20 august 1984) „pentru contribuția deosebită adusă la înfăptuirea politicii Partidului Comunist Român de făurire a societății socialiste multilateral dezvoltate în patria noastră, cu prilejul celei de-a 40-a aniversări a revoluției de eliberare socială și națională, antifascistă și antiimperialistă”[19]
- Ordinul „23 August” clasa I (10 octombrie 1986) „pentru contribuția adusă la înfăptuirea politicii partidului și statului de făurire a societății socialiste multilateral dezvoltate în patria noastră, cu prilejul împlinirii vîrstei de 70 de ani”[20]
- Medalia jubiliară „25 de ani de la încheierea cooperativizării agriculturii în Republica Socialistă România” (15 iunie 1987) „pentru contribuția deosebită adusă la înfăptuirea cooperativizării agriculturii și la realizarea obiectivelor noii revoluții agrare, cu prilejul aniversării a 25 de ani de la încheierea cooperativizării agriculturii în Republica Socialistă România”[21]